# Балтимор Ориълс
„Балтимор Ориълс“ е американски бейзболен отбор от град Балтимор. Ориълс се състезават в Мейджър Лийг Бейзбол (МЛБ), като са част от Американската лига в източната дивизия. Като един от първите осем отбора създали Американската лига, през 1901 година отборът играе първата си година в Милуоки под името Милуоки Брюърс. През 1902 тимът се мести в Сейнт Луис, като Сейнт Луис Браунс, където изкарва 52 години. Франчайзът е закупен през 1953 година от Балтиморски синдикат за бизнес интереси.
Ориълс играе мачовете си на Ориъл Парк в Камдън Ярдс, който е отворен през 1992 година.
Името Ориълс на отбора идва от английското Oriole, наименувание на птицата Балтиморски трупиал, птица срещана в щата Мериленд. Ориълс е често използвано име на бейзболни отбори в града, включително и друг франчайз в Американската лига, който след това е преместен в Ню Йорк и в момента е известен като Ню Йорк Янкис. Прякора на отбора е "О-тата" или "Птиците".
От сезон 1901 до 2023, франчайзът общо има 47.4% победи с 9 029 победи, 10 013 загуби и 110 равенства. След преместването в Балтимор през 1954, Ориълс има 50.5% победи с 5 567 победи, 5 459 загуби и 12 равенства. 

## Титли
- Шампиони на „Световните серии“: 1966, 1970, 1983